# 内藤正剛

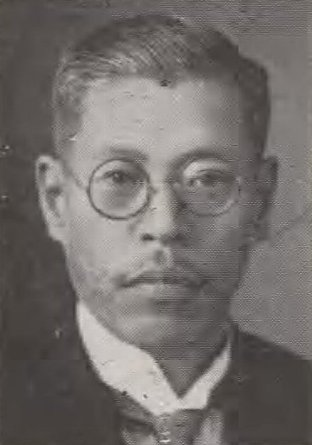
内藤正剛

内藤 正剛（ないとう まさたけ、1883年（明治16年）2月28日 - 1959年（昭和34年）1月22日）は、日本の衆議院議員（立憲民政党）、弁護士。

## 経歴
岡山県阿賀郡新見村（現在の新見市）出身。関西法律学校（現在の関西大学）を卒業した後、中央大学で学び、判事検事登用試験に合格した。司法官試補となったが、後に弁護士となり、大阪弁護士会副会長を務めた。弁護士のかたわら大阪市会議員・同議長、大阪府議会議員・同議長を歴任した。
1932年（昭和7年）、第18回衆議院議員総選挙に出馬し、当選。第20回まで3回連続当選を果たした。
戦後、公職追放となる。1951年追放解除。
その他に大阪木材相互市場株式会社顧問、関西大学監事などを務めた。